# Isabelle Ajaguin
Isabelle "Sonia"  Cendier Ajaguin, född 22 maj 1977 i Port, Reunion, Frankrike är en tidigare fransk handbollsspelare. Hon blev världsmästare 2003 med Frankrike.

## Klubblagskarriär
Isabelle Cendier börjar spela handboll vid 13 års ålder i klubben Saint-Gilles, en av de mera kända klubbarna på Reunion. Hon utvecklas snabbt och spelade för de olika ungdomslandslagen. 1996  började hon spela för Toulouse Féminin HB, som hon efter tre säsonger blev mästare i Frankrikes andraliga 1999 och uppflyttad till Ligue Nationale de Handball Division 1. 2000 gick hon till Metz HB som var den dominerande klubben i fransk damhandboll, och där hon vann fem franska mästerskap och tre ligacuper. 2007 anslöt hon till klubben Yutz och spelade i  andra divisionen igen. Hon och klubben missade uppflyttningen med två tredjeplatser i andraligan och då återvände hon till Toulouse Féminin HB 2009. Hon avslutade spelarkarriären 2011.

## Landslagskarriär
Isabelle Ajaguin debuterade i det franska landslaget i april 1999 mot Ukraina. Hon deltog sedan i VM 1999, där hon vann en silvermedalj efter förlust i finalen mot Norge. Hon blev världsmästare 2003. Hon har deltagit vid två OS, OS 2000 i Sydney där det franska laget kom på sjätte plats och vid OS 2004 i Aten där Frankrike kom på fjärde plats.

## Meriter i klubblag
- i franska mästerskapet 2002, 2004, 2005, 2006 och 2007 med handboll Metz HB
- mästare i franska andraligan 1999 med Toulouse Féminin Handball.